# La Haute-Maison
La Haute-Maison est une commune française située dans le département de Seine-et-Marne, en région Île-de-France.

## Géographie

### Localisation

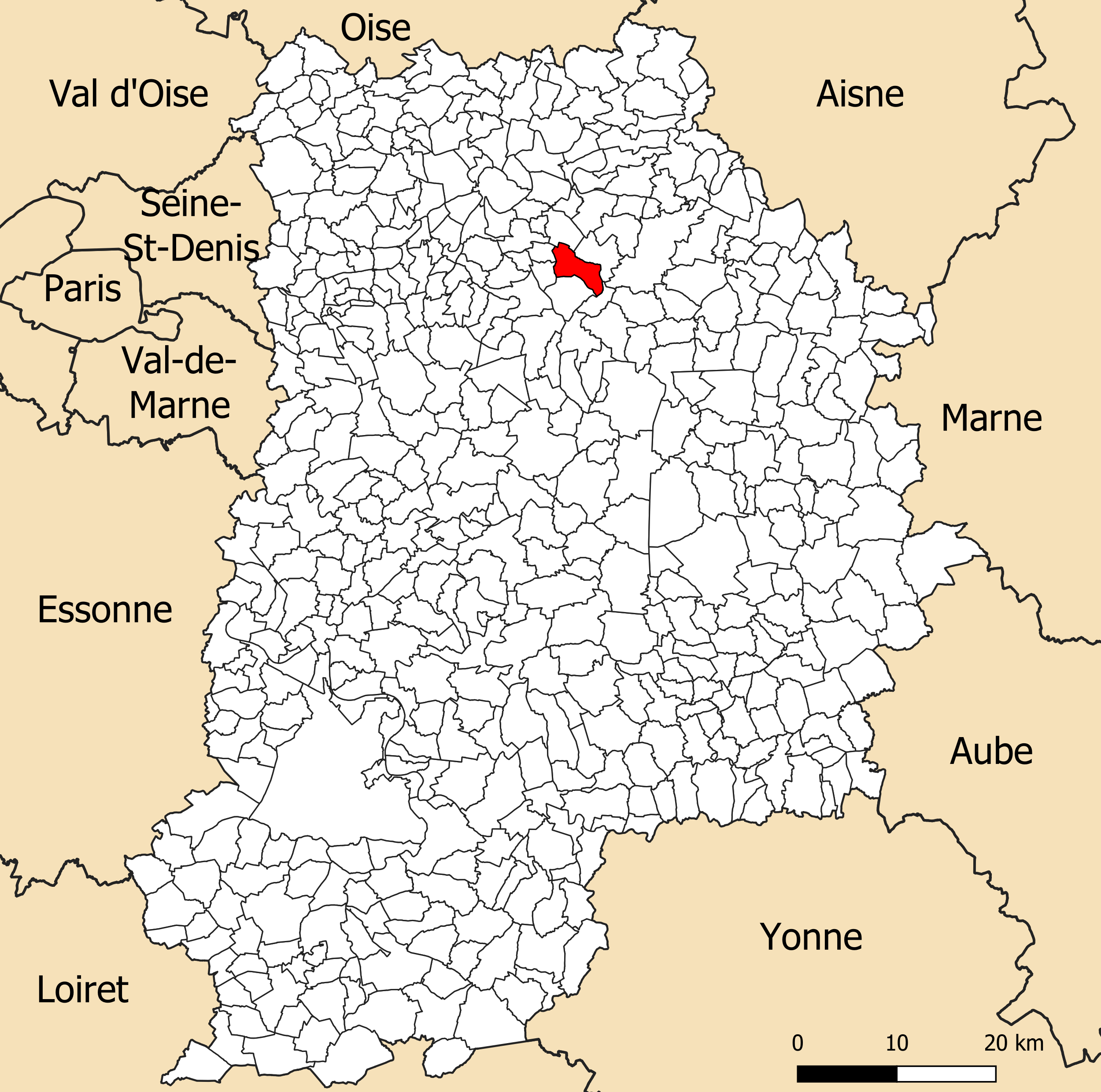
Localisation de la commune de La Haute-Maison dans le département de Seine-et-Marne

La commune est située à environ  15 kilomètres au sud- est de Meaux.

### Communes limitrophes
Les communes limitrophes proches de La Haute-Maison incluent Maisoncelles-en-Brie à 2,19 km, Sancy à 3,25 km, Pierre-Levée à 3,27 km, Vaucourtois à 3,95 km, Giremoutiers à 4,78 km et Villemareuil à 4,8 km.
| Vaucourtois       | Villemareuil                      | Pierre-Levée |
| Vaucourtois Sancy | La Haute-Maison                   | Pierre-Levée |
| Sancy             | Maisoncelles-en-Brie Giremoutiers | Giremoutiers |

### Géologie et relief
La Haute-Maison est une commune située sur un plateau traversé par le ru du Rognon.

### Hydrographie

#### Réseau hydrographique

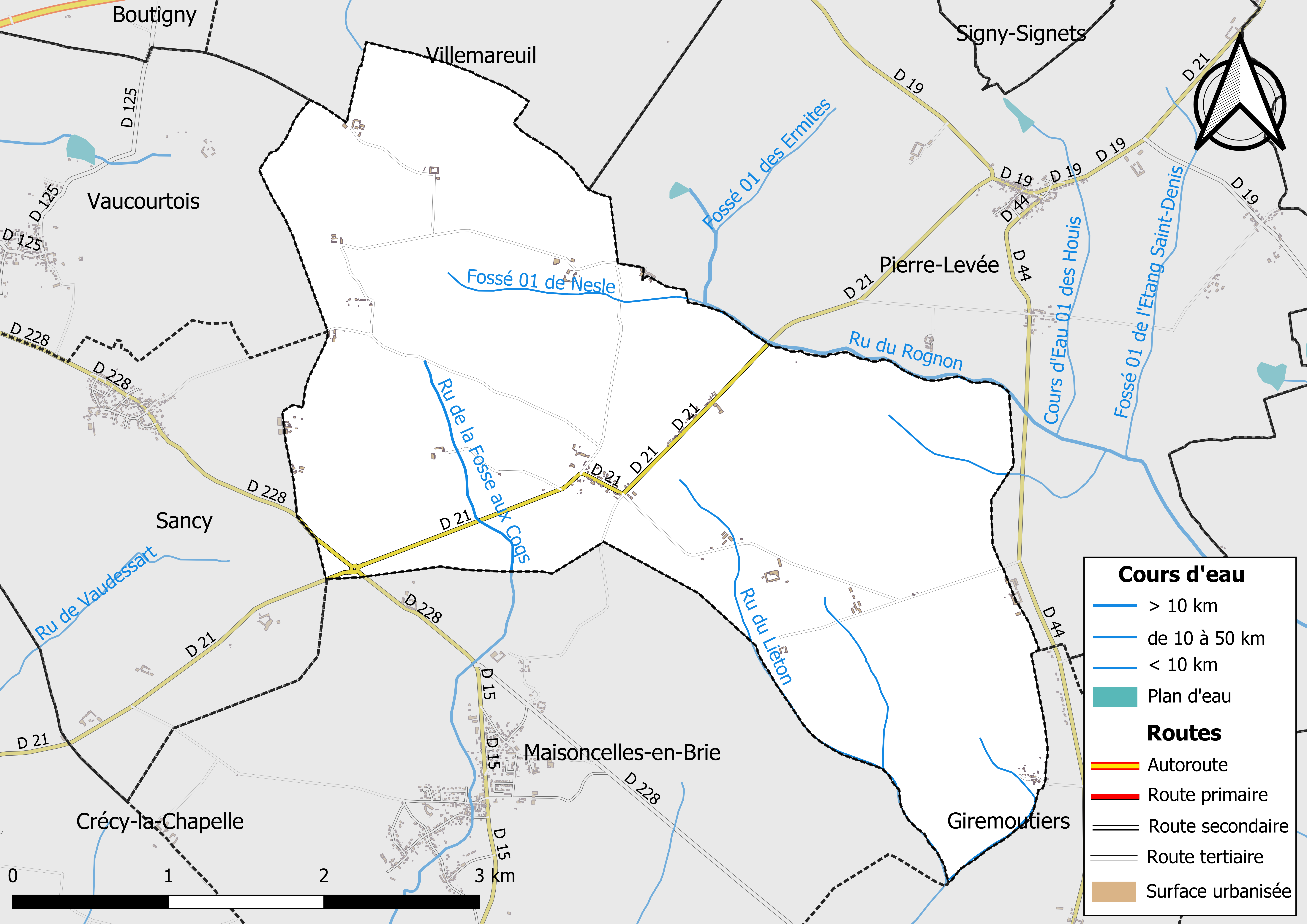
Carte des réseaux hydrographique et routier de La Haute-Maison.

Le réseau hydrographique de la commune se compose de sept cours d'eau référencés :
- les Avenelles ou ru du Rognon, longues de 13,15 km[2] ;
  - le fossé 01 de Nesle, 1,71 km[3], et ;
  - le fossé 01 de la Commune de Pierre-Levée, 1,73 km[4], affluents du ru du Rognon ;
- le ru de la Fosse aux Coqs, 9,59 km[5], et ;
- le ru du Liéton, 9,20 km[6], affluents du  Grand Morin ;
  - le fossé 01 de l'Etang de la Calabre, 1,27 km[7], et ;
  - le fossé 01 du Champ du Prophète, 1,37 km[8], affluents du ru du Liéton.

La longueur totale des cours d'eau sur la commune est de 9,44 km.

#### Gestion des cours d'eau
Afin d’atteindre le bon état des eaux imposé par la Directive-cadre sur l'eau du 23 octobre 2000, plusieurs outils de gestion intégrée s’articulent à différentes échelles : le SDAGE, à l’échelle du bassin hydrographique, et le SAGE, à l’échelle locale. Ce dernier fixe les objectifs généraux d’utilisation, de mise en valeur et de protection quantitative et qualitative des ressources en eau superficielle et souterraine. Le département de Seine-et-Marne est couvert par six SAGE, au sein du bassin Seine-Normandie.
La commune fait partie du SAGE « Petit et Grand Morin », approuvé le 21 octobre 2016. Le territoire de ce SAGE comprend les bassins du Petit Morin (630 km2) et du Grand Morin (1 185 km2). Le pilotage et l’animation du SAGE sont assurés par le syndicat Mixte d'Aménagement et de Gestion des Eaux (SMAGE) des 2 Morin, qualifié de « structure porteuse ».

### Climat
Pour des articles plus généraux, voir Climat de l'Île-de-France et Climat de Seine-et-Marne.
En 2010, le climat de la commune est de type climat océanique dégradé des plaines du Centre et du Nord, selon une étude du CNRS s'appuyant sur une série de données couvrant la période 1971-2000. En 2020, Météo-France publie une typologie des climats de la France métropolitaine dans laquelle la commune est exposée à un climat océanique altéré et est dans la région climatique Nord-est du bassin Parisien, caractérisée par un ensoleillement médiocre, une pluviométrie moyenne régulièrement répartie au cours de l’année et un hiver froid (3 °C).
Pour la période 1971-2000, la température annuelle moyenne est de 10,6 °C, avec une amplitude thermique annuelle de 15 °C. Le cumul annuel moyen de précipitations est de 737 mm, avec 12,3 jours de précipitations en janvier et 8,3 jours en juillet. Pour la période 1991-2020, la température moyenne annuelle observée sur la station météorologique la plus proche, située sur la commune de Mouroux à 7 km à vol d'oiseau, est de 11,3 °C et le cumul annuel moyen de précipitations est de 721,3 mm,. Pour l'avenir, les paramètres climatiques de la commune estimés pour 2050 selon différents scénarios d'émission de gaz à effet de serre sont consultables sur un site dédié publié par Météo-France en novembre 2022.

### Milieux naturels et biodiversité
Aucun espace naturel présentant un intérêt patrimonial n'est recensé sur la commune dans l'inventaire national du patrimoine naturel,,.

## Urbanisme

### Typologie
Au 1er janvier 2024, La Haute-Maison est catégorisée commune rurale à habitat très dispersé, selon la nouvelle grille communale de densité à sept niveaux définie par l'Insee en 2022.
Elle est située hors unité urbaine. Par ailleurs la commune fait partie de l'aire d'attraction de Paris, dont elle est une commune de la couronne,. Cette aire regroupe 1 929 communes,.

### Lieux-dits et écarts
La commune compte 51 lieux-dits administratifs répertoriés consultables ici (source : le fichier Fantoir).

### Occupation des sols
L'occupation des sols de la commune, telle qu'elle ressort de la base de données européenne d’occupation biophysique des sols Corine Land Cover (CLC), est marquée par l'importance des territoires agricoles (94,8 % en 2018), une proportion identique à celle de 1990 (94,8 %). La répartition détaillée en 2018 est la suivante : 
terres arables (94,8% ), forêts (5,1% ), milieux à végétation arbustive et/ou herbacée (0,1 %).
Parallèlement, L'Institut Paris Région, agence d'urbanisme de la région Île-de-France, a mis en place un inventaire numérique de l'occupation du sol de l'Île-de-France, dénommé le MOS (Mode d'occupation du sol), actualisé régulièrement depuis sa première édition en 1982. Réalisé à partir de photos aériennes, le Mos distingue les espaces naturels, agricoles et forestiers mais aussi les espaces urbains (habitat, infrastructures, équipements, activités économiques, etc.) selon une classification pouvant aller jusqu'à 81 postes, différente de celle de Corine Land Cover,,. L'Institut met également à disposition des outils permettant de visualiser par photo aérienne l'évolution de l'occupation des sols de la commune entre 1949 et 2018.

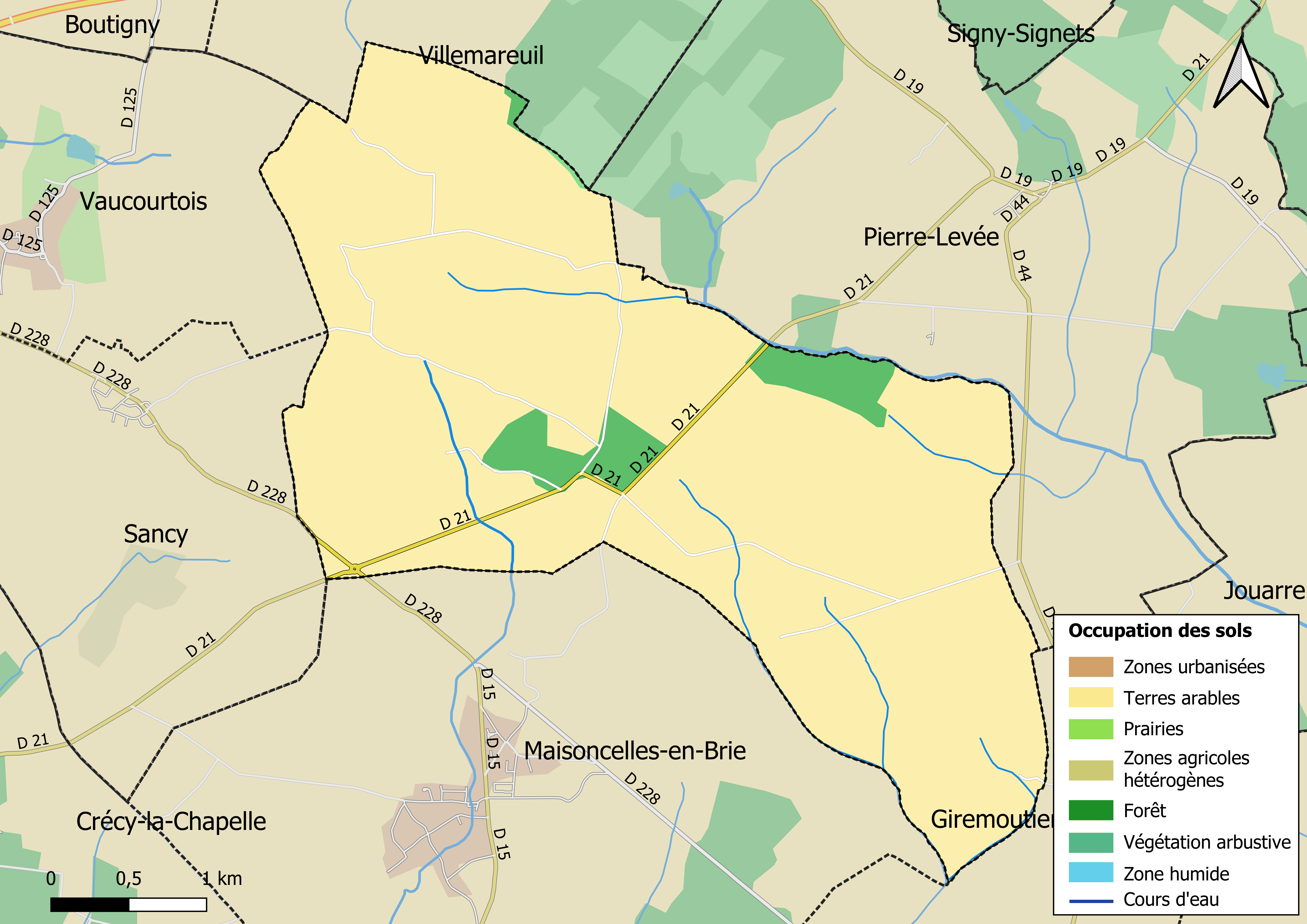
Carte des infrastructures et de l'occupation des sols en 2018 (CLC) de la commune.
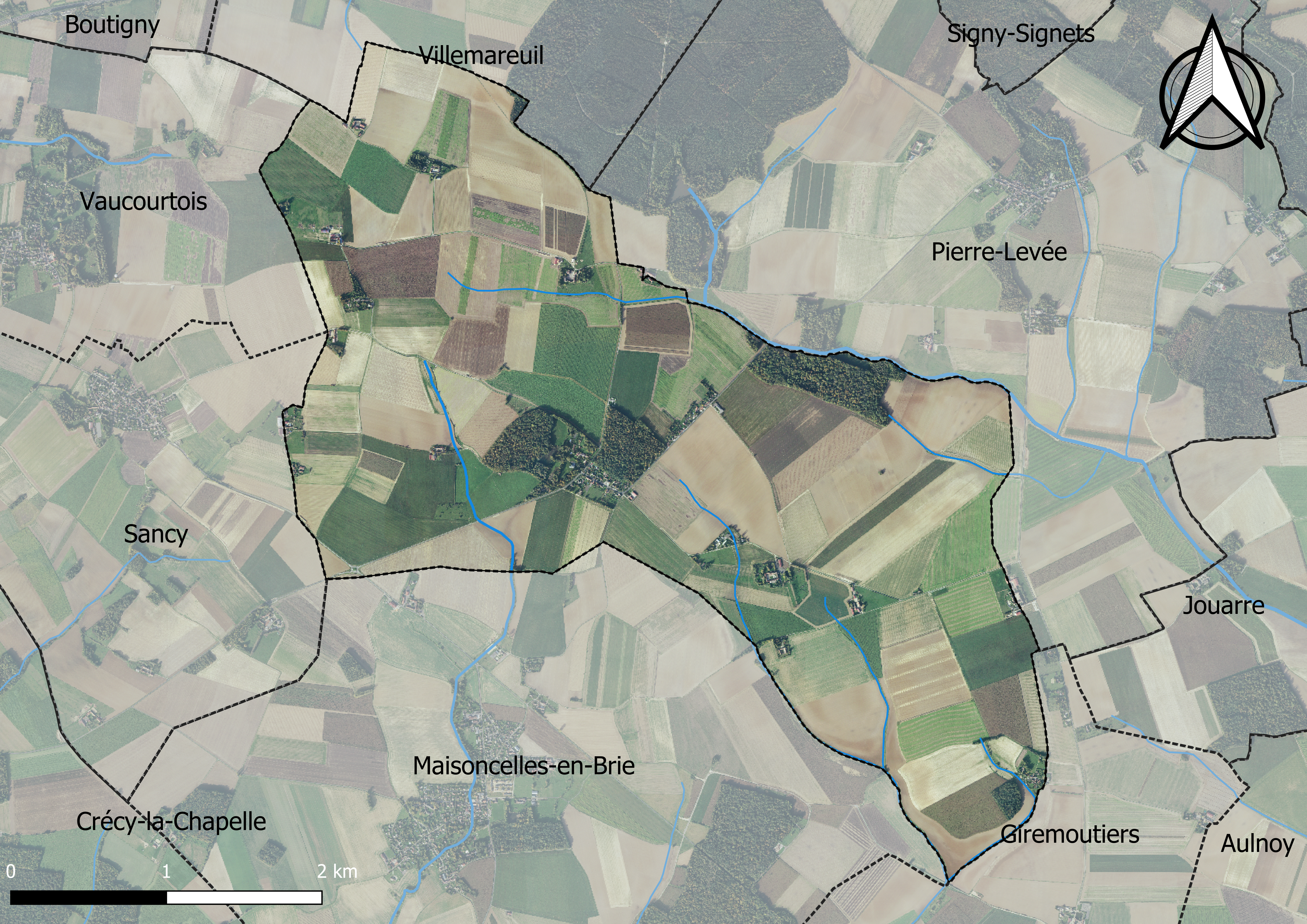
Carte orhophotogrammétrique de la commune.

### Planification
La loi SRU du 13 décembre 2000 a incité les communes à se regrouper au sein d’un établissement public, pour déterminer les partis d’aménagement de l’espace au sein d’un SCoT, un document d’orientation stratégique des politiques publiques à une grande échelle et à un horizon de 20 ans et s'imposant aux documents d'urbanisme locaux, les PLU (Plan local d'urbanisme). La commune est dans le territoire du SCOT Pays créçois, approuvé le 18 décembre 2019.
La commune disposait en 2019 d'un plan local d'urbanisme en révision. Le zonage réglementaire et le règlement associé peuvent être consultés sur le Géoportail de l'urbanisme.

### Logement
En 2016, le nombre total de logements dans la commune était de 119, dont 88,2 % de maisons et 9,2 % d'appartements.
Parmi ces logements, 92,4 % étaient des résidences principales, 5,1 % des résidences secondaires et 2,5 % des logements vacants.
La part des ménages propriétaires de leur résidence principale s'élevait à 70,9 % contre 27,3 % de locataires et 1,8 % logés gratuitement.

### Voies de communication et transports

#### Transports
La commune est desservie par les lignes du réseau de bus Brie et 2 Morin :
- 03B : Coulommiers - Gare SNCF - Meaux - Gare Routière ;
- 03C : Mouroux - Collège George Sand - La Haute-Maison - Église ;
- 71 : Crécy-la-Chapelle - La Chapelle - Crécy-la-Chapelle - Gare de Crécy-la-Chapelle (Quai D) ;
- 71S : Coulommes - Mairie - Crécy-la-Chapelle - Collège Mon Plaisir.

La gare SNCF la plus proche est la gare de Crécy-la-Chapelle, située à 10,7 kilomètres (12 minutes).

## Toponymie
Le nom de la localité est mentionné sous les formes Alta domus au XIIIe siècle ; La Haulte Maison en Brye près Saint-Fiacre en 1566 ; La Haute Maison en Brie en 1692.

## Histoire
C'est sous la dénomination d'Alta Domus qu'apparaît le village au XIIIe siècle. La paroisse est créée en 1237. Aux XVIe et XVIIe siècles, elle est appelée La Haute-Maison-en-Brie. La Haute-Maison était autrefois une prévôté. Au XIIIe siècle, Jean et Hugues de Quincy élevèrent une chapelle dans la forêt du Mans. L'évêque de Meaux, Pierre de Cuisy, transforme en 1237 cette chapelle en église paroissiale.
Vers la même époque, Guillaume et Pierre de Mareuil édifièrent une autre chapelle au lieu-dit Rognon et la donnèrent aux religieux de Chambre-Fontaine qui y établirent un prieuré. Un acte de décès dressé en cette paroisse, le 26 mars 1668, qu'il y avait déjà à cette époque une école. Le seigneur de la commune enjoint, en effet, aux tuteurs d'y envoyer leurs pupilles.
L'ancien château tombé en ruine et réédifié au XVIIIe siècle contenait une prison et la salle d'audience de la justice, dont La Haute Maison était le siège.
En 1789, La Haute-Maison fait partie de l'élection de Coulommiers. En 1830, une grande exploitation de 210 hectares de terre d'un seul tenant cultive sur une grande échelle les pommiers à cidre. La commune dispose alors d'un seul commerce qui rassemble diverses activités, avec une auberge-débit de boissons, un coiffeur et une épicerie-mercerie, un débit de tabac et un marchand de vins au détail. Le pain est vendu par une boulangère itinérante.
La majeure partie de la population est de souche paysanne et s'adonne aux travaux de la ferme. Loin des voies de communication, elle fait partie de ces communes affectées par l'exode rural au XIXe siècle. En l'espace d'un siècle, de 1840 à 1930, le village perd ainsi le quart de sa population.

## Politique et administration
| Période                                  | Période       | Identité         | Étiquette | Qualité |
| ---------------------------------------- | ------------- | ---------------- | --------- | ------- |
| Les données manquantes sont à compléter. |               |                  |           |         |
| 1923                                     | 1935          | Albert Bourdelat |           |         |
| 1935                                     | 1938          | Paul Coquillard  |           |         |
| 1938                                     | 1947          | Robert Picard    |           |         |
| octobre 1947                             | mars 1983     | Jacques Boutour  |           |         |
| mars 1983                                | mars 2001     | Jacques Lebecque |           |         |
| mars 2001                                | mars 2008     | Jean-Louis Binet |           |         |
| mars 2008                                | novembre 2010 | Denis Grossé     |           |         |
| 3 décembre 2010                          | mars 2014     | Jean-Louis Binet |           |         |
| mars 2014                                | en cours      | Albane Ancelin   |           |         |

## Équipements et services

### Eau et assainissement
L’organisation de la distribution de l’eau potable, de la collecte et du traitement des eaux usées et pluviales relève des communes. La loi NOTRe de 2015 a accru le rôle des EPCI à fiscalité propre en leur transférant cette compétence. Ce transfert devait en principe être effectif au 1er janvier 2020, mais la loi Ferrand-Fesneau du 3 août 2018 a introduit la possibilité d’un report de ce transfert au 1er janvier 2026,.

#### Assainissement des eaux usées
En 2020, la commune de La Haute-Maison ne dispose pas d'assainissement collectif,.
L’assainissement non collectif (ANC) désigne les installations individuelles de traitement des eaux domestiques qui ne sont pas desservies par un réseau public de collecte des eaux usées et qui doivent en conséquence traiter elles-mêmes leurs eaux usées avant de les rejeter dans le milieu naturel. La communauté d'agglomération Coulommiers Pays de Brie (CACPB) assure pour le compte de la commune le service public d'assainissement non collectif (SPANC), qui a pour mission de vérifier la bonne exécution des travaux de réalisation et de réhabilitation, ainsi que le bon fonctionnement et l’entretien des installations,.

#### Eau potable
En 2020, l'alimentation en eau potable est assurée par  le SMAAEP de Crécy_Boutigny et Environs qui en a délégué la gestion à l'entreprise Veolia, dont le contrat expire le 31 décembre 2025,,.
Les nappes de Beauce et du Champigny sont classées en zone de répartition des eaux (ZRE), signifiant un déséquilibre entre les besoins en eau et la ressource disponible. Le changement climatique est susceptible d’aggraver ce déséquilibre. Ainsi afin de renforcer la garantie d’une distribution d’une eau de qualité en permanence sur le territoire du département, le troisième Plan départemental de l’eau signé, le 3 octobre 2017, contient un plan d’actions afin d’assurer avec priorisation la sécurisation de l’alimentation en eau potable des Seine-et-Marnais. A cette fin a été préparé et publié en décembre 2020 un schéma départemental d’alimentation en eau potable de secours dans lequel huit secteurs prioritaires sont définis. La commune fait partie du secteur Meaux.

## Population et société

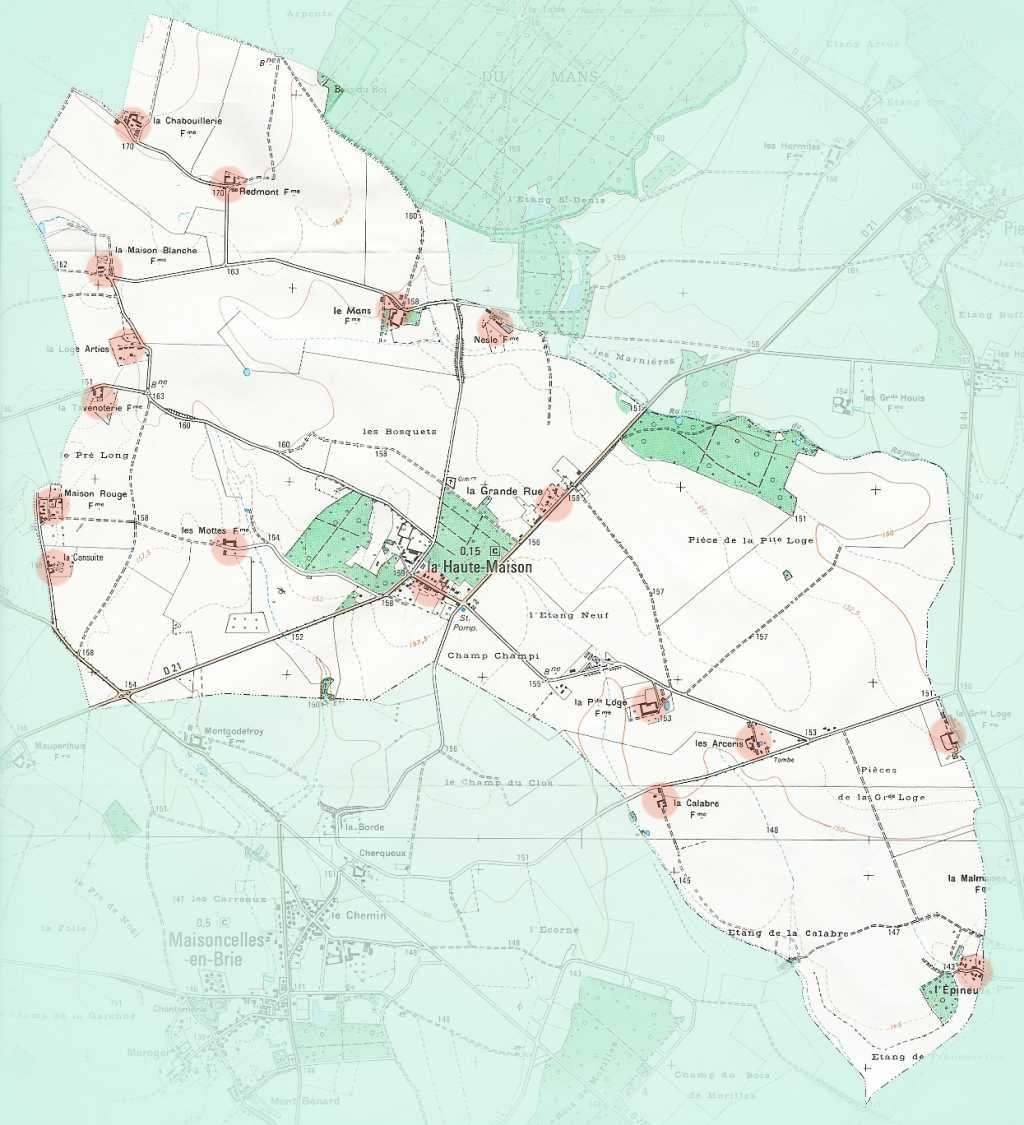
Carte de La Haute-Maison.

Les habitants sont appelés les Altimantissiens.
La population de La Haute-Maison était de 220 au recensement de 1999, 254 en 2006 et de 256 en 2007. La densité de population de La Haute-Maison est de 19.75 habitants par km². Le nombre de logements a été estimé à 99 en 2007. Ces logements se composent de 97 résidences principales, une résidence secondaire ou occasionnelle ainsi qu'un logements vacants.
L'évolution du nombre d'habitants est connue à travers les recensements de la population effectués dans la commune depuis 1793. Pour les communes de moins de 10 000 habitants, une enquête de recensement portant sur toute la population est réalisée tous les cinq ans, les populations de référence des années intermédiaires étant quant à elles estimées par interpolation ou extrapolation. Pour la commune, le premier recensement exhaustif entrant dans le cadre du nouveau dispositif a été réalisé en 2005.

En 2022, la commune comptait 342 habitants, en évolution de +12,5 % par rapport à 2016 (Seine-et-Marne : +3,92 %, France hors Mayotte : +2,11 %).
| 1793 | 1800 | 1806 | 1821 | 1831 | 1836 | 1841 | 1846 | 1851 |
| ---- | ---- | ---- | ---- | ---- | ---- | ---- | ---- | ---- |
| 236  | 168  | 254  | 261  | 260  | 270  | 271  | 300  | 334  |

| 1856 | 1861 | 1866 | 1872 | 1876 | 1881 | 1886 | 1891 | 1896 |
| ---- | ---- | ---- | ---- | ---- | ---- | ---- | ---- | ---- |
| 302  | 300  | 300  | 298  | 296  | 277  | 278  | 264  | 228  |

| 1901 | 1906 | 1911 | 1921 | 1926 | 1931 | 1936 | 1946 | 1954 |
| ---- | ---- | ---- | ---- | ---- | ---- | ---- | ---- | ---- |
| 217  | 218  | 196  | 198  | 202  | 187  | 183  | 192  | 203  |

| 1962 | 1968 | 1975 | 1982 | 1990 | 1999 | 2005 | 2006 | 2010 |
| ---- | ---- | ---- | ---- | ---- | ---- | ---- | ---- | ---- |
| 177  | 157  | 151  | 167  | 204  | 220  | 254  | 254  | 355  |

| 2015 | 2020 | 2022 | - | - | - | - | - | - |
| ---- | ---- | ---- | - | - | - | - | - | - |
| 303  | 327  | 342  | - | - | - | - | - | - |

## Économie

### Revenus de la population et fiscalité
Le nombre de ménages fiscaux en 2016 était de 102 représentant 282 personnes et la  médiane du revenu disponible par unité de consommation  de 22 531 €.

### Emploi
En 2017 , le nombre total d’emplois dans la zone était de 56, occupant 141 actifs  résidants.
Le taux d'activité de la population (actifs ayant un emploi) âgée de 15 à 64 ans s'élevait à 69,3 % contre un taux de chômage de 7,5 %. 
Les 23,1 % d’inactifs se répartissent de la façon suivante : 5,5 % d’étudiants et stagiaires non rémunérés, 8,5 % de retraités ou préretraités et 9 % pour les autres inactifs.

### Secteurs d'activité

#### Entreprises et commerces
En 2018, le nombre d'établissements actifs était de 25 dont 3 dans la construction, 
6 dans le commerce de gros et de détail, transports, hébergement et restauration, 
1 dans les activités financières et d'assurance, 1 dans les activités immobilières, 7 dans les activités spécialisées, scientifiques et techniques et activités de services administratifs et de soutien, 3 dans l’administration publique, enseignement, santé humaine et action sociale et 4  étaient relatifs aux autres activités de services.
En 2019, 4 entreprises ont été créées sur le territoire de la commune, dont 2 individuelles.
Au 1er janvier 2020, la commune disposait de 45 chambres d’hôtels dans un établissement et ne possédait aucun terrain de  camping.

#### Agriculture
La Haute-Maison est dans la petite région agricole dénommée la « Brie laitière » (anciennement Brie des étangs), une partie de la Brie à l'est de Coulommiers. En 2010, l'orientation technico-économique de l'agriculture sur la commune est diverses cultures (hors céréales et oléoprotéagineux, fleurs et fruits).
Si la productivité agricole de la Seine-et-Marne se situe dans le peloton de tête des départements français, le département enregistre un double phénomène de disparition des terres cultivables (près de 2 000 ha par an dans les années 1980, moins dans les années 2000) et de réduction d'environ 30 % du nombre d'agriculteurs dans les années 2010. Cette tendance se retrouve au niveau de la commune où le nombre d’exploitations est passé de 15 en 1988 à 7 en 2010. Parallèlement, la taille de ces exploitations augmente, passant de 80 ha en 1988 à 152 ha en 2010.
Le tableau ci-dessous présente les principales caractéristiques des exploitations agricoles de Haute-Maison, observées sur une période de 22 ans : 
|                                      | 1988  | 2000 | 2010  |
| ------------------------------------ | ----- | ---- | ----- |
| Dimension économique,                |       |      |       |
| Nombre d’exploitations (u)           | 15    | 11   | 7     |
| Travail (UTA)                        | 34    | 18   | 10    |
| Surface agricole utilisée (ha)       | 1 200 | 969  | 1 063 |
| Cultures                             |       |      |       |
| Terres labourables (ha)              | 1 112 | 911  | 1 013 |
| Céréales (ha)                        | 738   | 611  | 600   |
| dont blé tendre (ha)                 | 538   | 469  | 486   |
| dont maïs-grain et maïs-semence (ha) | 172   | s    | 99    |
| Tournesol (ha)                       | s     |      |       |
| Colza et navette (ha)                | 53    | s    | s     |
| Élevage                              |       |      |       |
| Cheptel (UGBTA)                      | 1 879 | 129  | 229   |

## Culture locale et patrimoine

### Patrimoine religieux

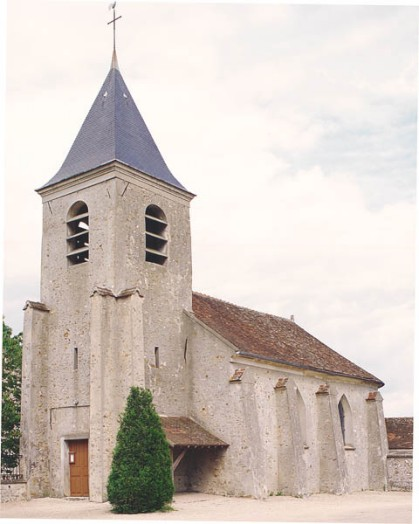
Église Notre-Dame-de-la-Nativité.

L'église initiale a été détruite au XVIe siècle et aussitôt reconstruite. Elle est dédiée à la Vierge. Notre-Dame-de-la-Nativité est une église de campagne, de dimension modeste, à clocher carré dont le toit pointu est recouvert de tuiles du pays. Cette petite croix montée sur un socle est peinte en doré au centre et entourée d'un soleil dont les rayons sont dorés.

### Lieux et monuments

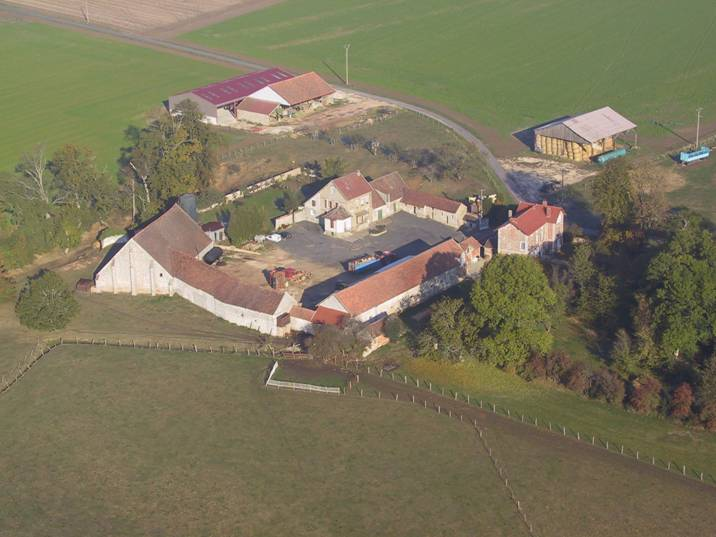
La ferme du Mans.

Bâtie sur l'ancien domaine du Mans, dans lequel est édifiée une chapelle par Jean et Hugues de Quincy au XIIIe siècle, par la suite érigée en paroisse desservie au XVIIe siècle par le curé de Villemareuil. De cette époque date la construction de cette ferme, aujourd'hui la plus ancienne de la commune. La grange construite avec contreforts sur le pignon comporte une charpente complexe à double faîtage qui était justifié par un toit en chaume.

### Héraldique, logotype et devise
| Blason de La Haute-Maison | Blason  | Écartelé au 1) d’azur à trois fleurs de lys d’or qui est de France moderne, au 2) d’or à une vache de sable colletée et clarinée de gueules, au 3) de gueules à deux gerbes de blé d’or posées en bande, au 4) de sinople à l’épée d’or accostée de deux bars adossés du même. Ornements extérieursTimbré d'un crancelin d'or. Devise / CriEnse et arratro (Par l'épée et la charrue). |
| Blason de La Haute-Maison | Détails | Conçu par Max Cornelise, conseiller municipal, en 1998. |

Symbolique :
- Trois fleurs de lys sur fond azur représentent les armes de l'Île-de-France ;
- Une vache noire sur fond d'or représente l'élevage ;
- Deux gerbes d'or sur fond de gueules représentent la culture céréalière et les couleurs de la Brie ;
- Une épée d'or sur fond de sinople, symbole de l'appartenance à une abbaye fortifiée[réf. nécessaire].